# エルンスト・マイ

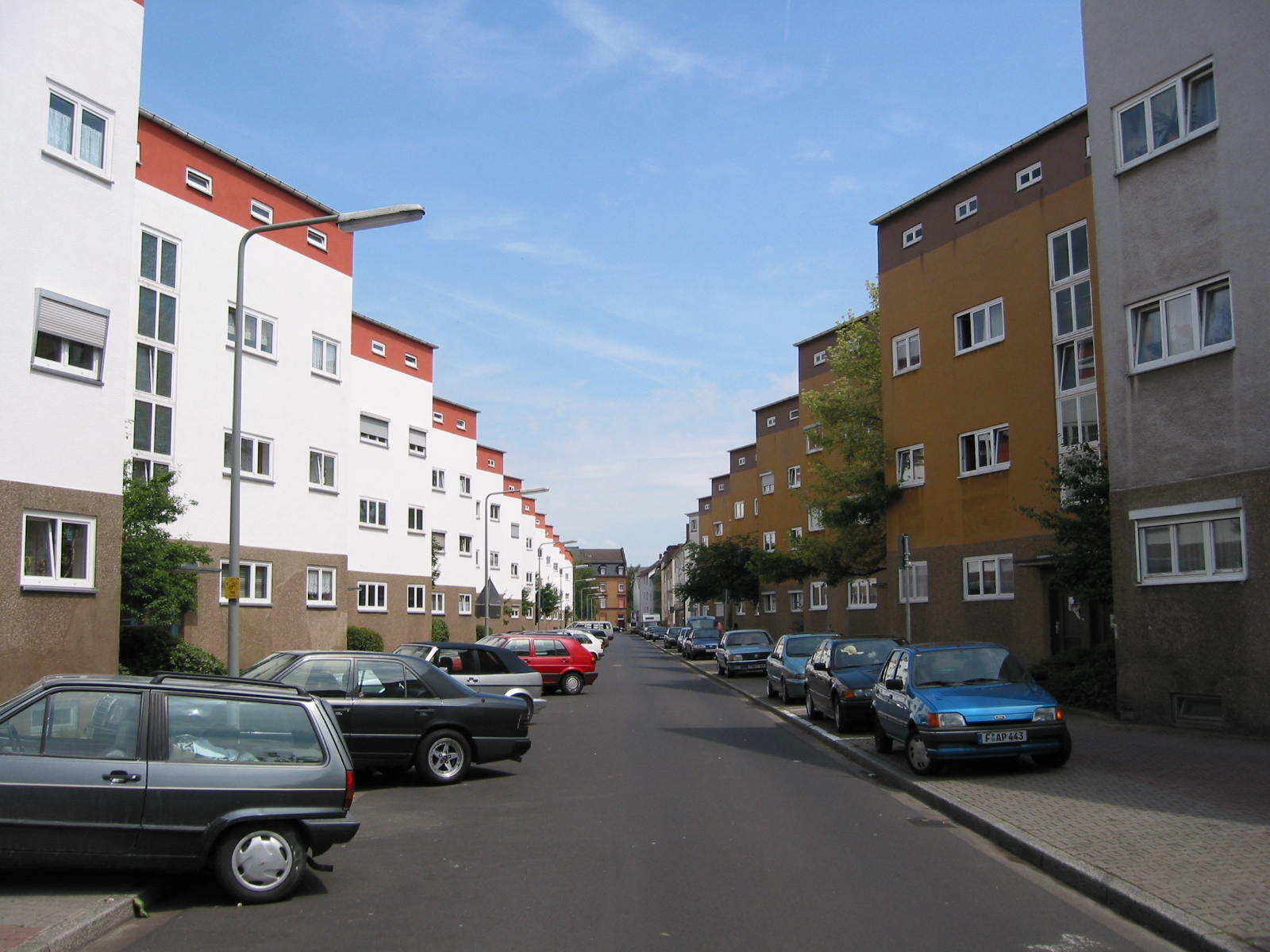
フランクフルトの「ジグザグハウゼン」（ジードルング・ブルッフフェルト通り）

エルンスト・マイ（Ernst May、1886年7月27日 - 1970年9月11日）は、ドイツ人建築家、都市計画家。住宅地の作家で、ドイツ・ワイマール時代、フランクフルト・アム・マイン市のジードルングを多く手がけ、また1930年代にはソ連の都市計画、その後はアフリカの地に近代主義建築をもたらした人物。

## 経歴
フランクフルト・アム・マインで、革製品メーカーの工場経営者の家に生まれる。祖父が工場創始者で、市議会の民主勢力の指導者的立場であったという。エルンストはフランクフルトの学校で絵画教育を受けたあとイギリスに渡り、1906年から1年間ロンドン大学に留学。このとき建築学を専攻する。
1908年にダルムシュタットで兵役を勤めた後ミュンヘン工科大学に入学、フリードリヒ・フォン・ティールシュやテオドール・フィッシャーらドイツ工作連盟の共同設立者らに影響を受け、勉学にいそしんだ。
1910年から再び渡英、2年間滞在し、レイモンド・アンウィンの社会主義思想に共鳴し、アンウィンのもとで田園都市を修習、計画業務に従事。またその間アンウィンの著書を翻訳し本国ドイツで出版する。
1913年にフランクフルトに戻って独立するが第一次世界大戦が勃発し、1914年に再び兵役に着くとフランス西部戦線に召集される。このころフランス各地のスケッチをのこしている。
1917年からは、軍の建築技師として従事、フランスとルーマニア各地で戦没者墓地の建設設計に携わる。
1919年から、ブレスラウの景観行政担当部局に奉職し、ハイナウ、オーラウ、クレッテンドルフなどに集合住宅地を生み出していく。
1921年には同地で建築雑誌、『Schlesisches Heim』を創刊。また同年のブレスラウ都市開発設計競技に参加、衛星都市をベースとした案は参加したチームに優秀賞獲得をもたらしたほか、アンウィンによって広く紹介され名声を得る。
1924年、アムステルダムでの都市国際会議に参加し、同会で提案された広域地域計画の導入をブレスラウで実践した。
1925年からは、市長ルートヴィヒ・ラントマン率いる社会主義政権下のフランクフルト市で、住宅計画の建築家として指名され、同市建設局長に就任。都市マスタープラン、「新フランクフルト」策定に着手、アドルフ・マイヤー (建築家)に都心部を担当させ、自らは広域圏・都心拡張案を担当。また貧困スラムなどの問題を抱える同地で1930年まで多数の良好な住宅地を供給すべく計画建設していく。
1926年にはオーストリアの女性建築家であるマルガレーテ・シュッテ＝リホツキーらと台所の近代化を図るべく家事労働での行動を撮影分析を試み、こうして、フランクフルト・キッチン（フランクフルター・キュッヘ）と呼ばれる、主婦が1人で操作できる合理的なキッチンを生み出し、これらのユニット生産を実施。またそのためのプレファブ工場を多く手がけたほか、定期雑誌を発行し国内外に情報を発信し、国際的な注目を浴びていく。さらに市の技術部門の機構改革にも取り組んだ。
1927年から1929年にかけてはドイツ工作連盟展やサブリーダー格としてCIAM会議に参加し、当時のソ連で都市計画に関する講演会に招かれる。
1930年にナチスの台頭により、マルト・スタム、 ハンス・シュミット (建築家)らフランクフルト市のスタッフも率いて（エルンスト・マイ旅団と呼ばれる）新天地として旧ソ連へわたる。当初チェコムバーク（中央銀行）、翌年からスタンダルトゴルプロエクト（都市建設委員会）に雇用され、1934年までの契約期間内に大モスクワ拡張計画、マグニトゴルスクなどの都市の都市計画に携わった。1995年発表された記録映画「社会主義都市」はこのとき計画された4つの都市について、当時関わった生存者にインタビューしているものである。任期満了後はアカデミズムへ参画するが、気候風土の相違から技術的問題に直面することになる。
1934年には、イギリス統治の東アフリカに渡り、1952年までアフリカに滞在する。当初タンガニーカ（現タンザニア）でしばらくは農業に従事していたあと、建築業務を再開。過酷な熱帯の気候条件を科学的アプローチ解決でもって取り組んだ。1944年にはドイツ人を理由にイギリス軍に拘束され、南アフリカで軟禁生活を送る。釈放後はナイロビに渡り、カンパラやウガンダ諸都市の市街地整備計画や公共施設の建築設計を手がける。
1954年からはドイツ戻りハンブルクで活動を展開、1956年まで市の計画部に奉職し多数の大規模公営住宅団地や各地の都市拡張計画に関わる。1957年にはその職を辞し、ダルムシュタット工科大学教授に就任した。

## 代表作
- エルンスト・マイ・ハウス
- ブレスラウ衛星都市計画・都市広域拡張計画（1921年-1924年）
- ジードルング・レーマーシュタット（ドイツ語版）（1928年)　住宅の環境に変化をつけるべく地形にあわせて、さながら城塞都市のような石造防御壁を設置。「最低限の生活のための住居」というコンセプトテーマは住宅計画の世界で新しい動きとして世界的に注目される。
- ブルッフフェルト通り開発計画　1925年
- ジードルング・ブルッフフェルト通り（ドイツ語版）(1929年)　変化をつけた色彩と造形の住戸を有機的に配置し、各住戸は庭付きの敷地を与えている。
- フランクフルト・都市マスタープラン「新フランクフルト（英語版）」　 放射状に発展させないよう緑地帯の導入を図っている。
- フランクフルト・ニッダ渓谷地整備計画
- フランクフルト・ジードルング・ヴェストハウゼン（ドイツ語版）（1926年-1931年）
- フランクフルト・ジードルング・プラウンハイム（ドイツ語版）（1926年-1930年）
- フランクフルト・リートホーフ・ヴェスト（1927年-1930年）
- フランクフルト・アム・リンデンバウム（ヴァルター・グロピウスと）
- ソ連・ボロフスク都市計画（1929年）
- ソ連・マグニトゴルスク都市計画（1930年）最終的調停案作成委託
- ソ連・ニジニ・ノヴゴロド改定都市計画（1930年）
- ソ連・オムスク都市計画
- ソ連・ノヴォクズネツク都市計画（1931年）
- ソ連・ケメロヴォバウハウス都市計画
- ソ連・スターリンスク都市計画
- ソ連・プロコピエフスク都市計画（1932年）
- ソ連・住宅標準化計画作成（プレファブリック）（1932年）
- ソ連・モスクワ衛星都市地区計画（1932年）
- ソ連・大モスクワ拡張計画
- ソ連・ニジニ・タギル都市計画（1931年-1932年）
- ソ連・アフトロストイ都市計画（1931年-1932年）
- ソ連・カラガンダ都市計画（1931年-1932年）
- ソ連・ティルガン都市計画（1931年-1932年）
- ソ連・ツェグロフスク都市計画（1931年-1932年）
- ソ連・レーニンスク＝クズネツキー（英語版）都市計画（1931年-1932年）
- ハンブルク・新アルトナ都市拡張計画
- ブレーマーハーフェン都市拡張計画
- ヴィースバーデン都市拡張計画